# 1961 v letectví
Tento článek obsahuje seznam událostí souvisejících s letectvím, které proběhly roku 1961.

## Události
Otevřeno letiště letiště Örnsköldsvik v severním Švédsku.

### Duben
- 12. dubna – Jurij Gagarin uskutečnil první pilotovaný let do vesmíru v lodi Vostok 1. Před návratem jednou oblétl Zemi za 108 minut.

### Září
- 3. září – slavnostně otevřeno letiště Jönköping v jižním Švédsku (ministrem komunikací Göstou Skoglundem).[1]

### Listopad
- 25. listopadu – do služby u US Navy vstoupila první jaderná letadlová loď na světě USS Enterprise

## První lety
- Agusta A.115
- Malmö MFI-10 Vipan

### Únor
- Cessna 336 Skymaster

### Březen
- Armstrong Whitworth AW.660 Argosy
- 18. března – Tupolev Tu-28

### Duben
- 16. dubna – Beagle Airedale, G-ARKE

### Květen
- 21. května – Kamov Ka-25

### Červen
- 9. června – Mil Mi-8, jednomotorová verze (Hip-A)
- 17. června – HAL Marut
- 21. června – Aviation Traders Carvair, G-ANYB

### Červenec
- 3. července – Soko G-2 Galeb

### Srpen
- 17. srpna – Handley Page HP-115

### Září
- Mil Mi-2
- 14. září – Bölkow Bo 103, německý experimentální vrtulník
- 21. září – CH-47 Chinook [2]

### Říjen
- 12. října – Mirage IVA-02, prototyp verze pro sériovou výrobu
- 21. října – Breguet Atlantic